# دوشیزه اروپا (فیلم ۱۹۳۰)
دوشیزهٔ اروپا (انگلیسی: Beauty Prize) یک فیلم رمانتیک به کارگردانی آگوستو جنینا محصول سال ۱۹۳۰ است. از بازیگران آن می‌توان به لوئیز بروکس و ژان برادین اشاره کرد. این فیلم به همراه عصر طلایی و زیر بام‌های پاریس از نخستین آثار سینمای ناطق در فرانسه به‌شمار می‌رود گرچه صداهای بازیگران در آن دوبله شده‌است.